# Velika loža "Alpina" Švicarske
Velika loža "Alpina" Švicarske (fran. Grande Loge Suisse Alpina, njem. Schweizerische Grossloge Alpina, tali. Gran Loggia Svizzera Alpina) je regularna slobodnozidarska velika loža u Švicarskoj. Osnovana je 1844. godine.

## Povijest
Velika loža "Alpina" Švicarske je osnovana 1844. godine, u vrijeme rođenja moderne Švicarske, od članova uglavnom iste radikalne stranke koji su bili u početku nove savezne države, poput Jonasa Furrera, prvog predsjednika Švicarske konfederacije 1848. i prvog velikog govornika Velika loža Aplina.
Švicarska Velika loža doživjela je tijekom svoje povijesti neke avanture kao i neke vanjske i unutarnje krize, od kojih je glavna Fonjallazova inicijativa, usmjerena na zabranu tajnih društava u Švicarskoj, odbijena od strane naroda i kantona na referendumu 28. studenoga 1937. godine. Također, doživjela je i izdvajanje nekoliko loža, uglavnom francuskih, koje su 1959. godine osnovale Veliki orijent Švicarske. Godine 1967. još nekoliko njenih loža je istupilo i priključilo se Velikom orijentu.
Ostavka velikog majstora ove velike lože 1984. godine jedinstven događaj u njezinoj povijesti. Ostavka je došla nakon odluke koju je donijela većina njemačkih loža protiv manjine francuskih loža da priznaju Regularnu veliku ložu Belgije i da se povuče priznanje Velike lože Belgije po zahtijevu Ujedinjene velike lože Engleske.
Godine 1921. Švicarska Velika loža je skupa s Velikim orijentom Francuske, Velikom ložom Francuske, Velikim orijentom Italije i drugima formirala Međunarodnu masonsku asocijaciju. Ova asocijacija je djelovala do 1950.  godine kada je Ujedinjena velika loža Engleske pozvala je Veliku ložu "Alpina" da prekine svoje odnose s kontinentalnim slobodnim zidarima.

## Ustroj
Sjedište Velike lože "Alpina" Švicarske je u Bernu.

### Lože
Na kraju 2023. godine pod zaštitom ove velike lože radi 85 loža i od toga:
- 46 loža radi na francuskom jeziku (20 u Kantonu Vaud, 13 u Kantonu Ženeva, četiri u Kantonu Neuchâtel, tri u Valaisu, po dvije u kantonima Bern i Fribourg, po jedna u Juri i Zürichu);
- 29 loža radi na njemačkom jeziku (sedam u Kantonu Zürich, šest u Baselu, pet u Kantonu St. Gallen, četiri u Kantonu Bern, dvije u Graubündenu, po jedna u Aarau, Luzernu, Schaffhausenu, Kantonu Solothurn i Thurgau);
- pet loža radi na talijanskom jeziku (sve u Ticinu);
- četiri lože rade na engleskom (po jedna u Baselu, Ženevi, Vaudu i Zürichu) i jedna na portugalskom jeziku (Zürich).

### Uprava
Velikom ložom "Alpina" Švicarske upravlja veliki majstor koji se bira na trogodišnje razdoblje. Dosadašnji veliki majstori su:
1. Johann Jakob Hottinger (1844. – 1850.)
2. Karl Gustav Jung (1850. – 1856.)
3. Abram Daniel Meystre (1856. – 1862.)
4. Ernst F. Gelpke (1862. – 1868.)
5. Johann Jakob Rüegg (1868. – 1871.)
6. Aimé Humbert (1871. – 1874.)
7. Karl Tscharner (1874. – 1878.)
8. John Cuénod (1878. – 1884.)
9. Ernst Karl Jung (1884. – 1890.)
10. Élie Ducommun (1890. – 1895.)
11. Caspar Friedrich Hausmann (1895. – 1900.)
12. Édouard Quartier–la–Tente (1900. – 1905.)
13. Hermann Häberlin (1905. – 1910.)
14. Jacques Oettli (1910. – 1915.)
15. Jakob Schwenter (1915. – 1920.)
16. Isaac Reverchon (1920. – 1925.)
17. Fritz Brandenberg (1925. – 1930.)
18. Auguste Jeanneret (1930. – 1935.)
19. Kurt von Sury (1935. – 1939.)
20. Edmond Jomini (1939. – 1942.)
21. Josef Böni (1942. – 1947.)
22. Albert Natural (1947. – 1952.)
23. Walther Kasser (1952. – 1957.)
24. Theodor Hinnen (1957. – 1961.)
25. Harald Ziegler (1961. – 1962.)
26. Charles Sthioul (1962. – 1966.)
27. Walter Winter (1966. – 1969.)
28. Gubert Giger (1969. – 1970.)
29. Willy Wyser (1970. – 1974.)
30. Paul Bauhofer (1974. – 1978.)
31. Orazio Schaub (1978. – 1982.)
32. Alain Marti (1982. – 1984.)
33. Walter von Ins (1986. – 1990.)
34. André Binggeli (1990. – 1994.)
35. Hans Bühler (1994. – 1997.)
36. Jean–Jacques Sunier (1997. – 2000.)
37. Alberto Menasche (2001. – 2004.)
38. Jean–Michel Mascherpa (2010. – 2014.)
39. Maurice Zahnd (2015. – 2018.)
40. Dominique Juilland (2019. – 2022.)
41. Carlo U. Nicola (od 2022.)

### Međunarodna suradnja
Velika loža sudjeluje u radu Svjetske konferencije regularnih masonskih velikih loža. Također, potpisala je povelje o prijateljstvu i međusobnom priznavanju sa drugim regularnim velikim ložama.

### Obredi
Velika loža upravlja simboličkim stupnjevima plave lože (učenik, pomoćnik i majstor) i delegira upravljanje visokim stupnjevima na dodatna tijela i redove. Obredi koji se rade u plavoj loži su:
- Drevni i prihvaćeni škotski obred (u većini, na njemačkom, francuskom i talijanskom);
- Ispravljeni škotski obred (na njemačkom i francuskom);
- Schröderov obred (na njemačkom i francuskom) – nema visoke stupnjeve;
- Emulacijski obred (na engleskom, njemačkom i francuskom) – nema visoke stupnjeve;
- Drevni i primitivni obred Memfisa-Mizraima (na francuskom) – radi ga loža u Lausanni;[5]
- Francuski obred (na francuskom) – rade ga samo dvije lože, jedna u Zürichu[6] i jedna u Ženevi.

## Pridružena tijela i redovi
Upravljanje visokim stupnjevima Velika loža "Alpina" Švicarske provodi u pridruženim tijelima i redovima, od kojih svaki predstavlja po jedan obred i na temelju potpisanih konkordata. Ova tijela i redovi su:
- Vrhovno vijeće 33° i posljednjeg stupnja Švicarske (fran. Suprême Conseil du 33ème et dernier degré de Suisse, njem. Oberster Rat des 33° und letzten Grades der Schweiz, tali. Supremo Consiglio del 33° ed Ultimo Grado della Svizzera) – nadležno za rad škotskog obreda.[8]
- Neovisni veliki priorat Helvetije (fran. Grand Prieuré Indépendant d'Helvétie, njem. Unabhängige Grosspriorat von Helvetien, tali. Grande Priorato Indipendente d'Elvezia) – nadležan za rad ispravljenog škotskog obreda.[9]
- Veliki kapitel "Helvetia" masona Kraljevskog luka Švicarske (fran. Grand chapitre Helvetia des Maçons de l'Arche Royale en Suisse, njem. Grosskapitel Helvetia der Royal Arch Maurer in der Schweiz, tali. Grande capitolo Helvetia dei Massoni dell'Arco Reale in Svizzera) – nadležan za rad svetog kraljevskog luka.[10]
- Velika loža majstora masona znaka Švicarske (fran. Grande Loge des Maîtres Maçons de Marque de Suisse, njem. Grossloge der Mark Meister Maurer der Schweiz, tali. Gran Loggia dei Maestri Muratori del Marchio della Svizzera) – nadležna za rad majstora znaka i mornare kraljevske arke.[11]
- Velika imperijalna konklava Švicarske Slobodnozidarskog i vojnog reda crvenog križa cara Konstatina i redova svetog Groba i svetog Ivana Evanđelista – nadležan za rad crvenog križa cara Konstatina.
- Pridružena tijela i redovi koji imaju svoje jedinice u Švicarskoj:
  -  Šrajnerski centar "Emirat" Međunarodnog reda Šrajnera (engl. Emirat Shriners Chapter of Shriners International) – nadležan za rad šrajnera.[12][13]

Vrhovno vijeće Švicarske je član Europske konfederacije vrhovnih vijeća (engl. European Confederation of Supreme Councils).

## Poznati članovi
- Guillaume Henri Dufour (1787. – 1875.), general Švicarske vojske, građevinski inženjer, kartograf
- Philippe Suchard (1797. – 1884.), slastičar i tvorničar čokolade

## Vanjske poveznice
- Službena stranica
- Istraživačka skupina Alpina
- Masonski muzej